# Belagerung von Ladysmith
Kimberley – Talana Hill – Elandslaagte – Ladysmith – Modder River – Stormberg – Magersfontein – Colenso – Spion Kop – Vaal Krantz – Paardeberg – Tugela Heights – Sanna’s Post – Mafeking – Diamond Hill – Bergendal – Nooitgedacht – Blood River Poort – Bakenlaagte – Tweebosch – Rooiwal
Die Belagerung von Ladysmith war eine bedeutende militärische Auseinandersetzung während des Zweiten Burenkriegs. Sie fand vom 2. November 1899 bis zum 28. Februar 1900 in der Stadt Ladysmith in der britischen Kolonie Natal statt. Die Belagerung endete mit dem erfolgreichen Entsatz der Stadt durch britische Truppen unter General Redvers Buller.

## Hintergrund
Nach dem Ausbruch des Zweiten Burenkriegs am 11. Oktober 1899 begannen Truppen der Burenrepubliken Transvaal und Oranje-Freistaat, britische Garnisonen in Südafrika zu belagern. Ladysmith war eine strategisch wichtige Stadt, da sie als Verkehrsknotenpunkt diente und den Zugang zum südlichen Natal kontrollierte. Die britischen Streitkräfte unter General George White zogen sich nach Ladysmith zurück, wo sie von burischen Truppen eingeschlossen wurden.

## Verlauf
Die Belagerung begann am 2. November 1899, als burische Truppen unter dem Kommando von General Piet Joubert die Stadt umzingelten. Die britischen Verteidiger, etwa 13.000 Mann stark, mussten sich wiederholten Angriffen und einem intensiven Artilleriebeschuss erwehren. Besonders gefürchtet war das burische Geschütz „Long Tom“, das die Stadt unter Feuer nahm.
Am 6. Januar 1900 unternahmen die Buren einen großangelegten Angriff auf die britischen Stellungen bei Caesar’s Camp und Wagon Hill. Nach schweren Kämpfen konnten die britischen Truppen die Angreifer zurückschlagen.
Während der Belagerung verschlechterte sich die Versorgungslage in Ladysmith erheblich. Lebensmittel und medizinische Vorräte wurden knapp, und Krankheiten wie Typhus forderten zahlreiche Opfer.

## Entsatz
General Redvers Buller unternahm mehrere Versuche, die Belagerung zu durchbrechen, darunter die Schlachten von Colenso, Spion Kop und Vaal Krantz, die jedoch alle scheiterten. Erst in der Schlacht von Pieters Hill Ende Februar 1900 gelang es Buller, die burischen Linien zu durchbrechen. Am 28. Februar 1900 marschierten britische Truppen in Ladysmith ein und beendeten die 118-tägige Belagerung.

## Folgen
Die Belagerung von Ladysmith war ein bedeutender psychologischer Sieg für die Briten und markierte einen Wendepunkt im Zweiten Burenkrieg. Sie zeigte jedoch auch die Herausforderungen, denen sich die britischen Streitkräfte gegenübersahen, und führte zu Reformen in der britischen Armee.